# „Alarm”. Antoni Słonimski 1895–1976
„Alarm”. Antoni Słonimski 1895–1976 – polski film dokumentalny, oświatowy z roku 1995 w reżyserii Wiktora Skrzyneckiego, zrealizowany na podstawie scenariusza Władysława Terleckiego dla Telewizji Edukacyjnej Programu 1 TVP.
Jest jednym z filmów poświęconych twórczości grupy literackiej Skamander. Przedstawiono w nim życie oraz sylwetkę twórczą poety okresu dwudziestolecia międzywojennego Antoniego Słonimskiego. Omówiono także jego rolę w polskiej literaturze współczesnej oraz w kręgach politycznej opozycji lat 70. XX wieku.
Tytuł filmu nawiązuje do nazwy jednego z utworów Słonimskiego pt. "Alarm".

## Obsada
- Piotr Bajor,
- Piotr Wiszniowski,
- Andrzej Dębski,
- Tomasz Dedek,
- Krzysztof Tyniec,
- Zbigniew Suszyński,
- Sławomir Orzechowski,
- Tomasz Łysiak.

## Filmy z tego samego cyklu
- Szaleńcy, wzrośniem kiedyś kłosami mądrości. Jan Lechoń (1994)
- „Chodźmy kraść na górach ogień. Mniej nie warto”. Kazimierz Wierzyński 1894–1969 (1995)
- „Chmury nad nami rozpal w łunę”. Julian Tuwim 1894–1953 (1995)
- „Mapa pogody”. Jarosław Iwaszkiewicz 1894–1980 (1995)